# Nicola Salvi

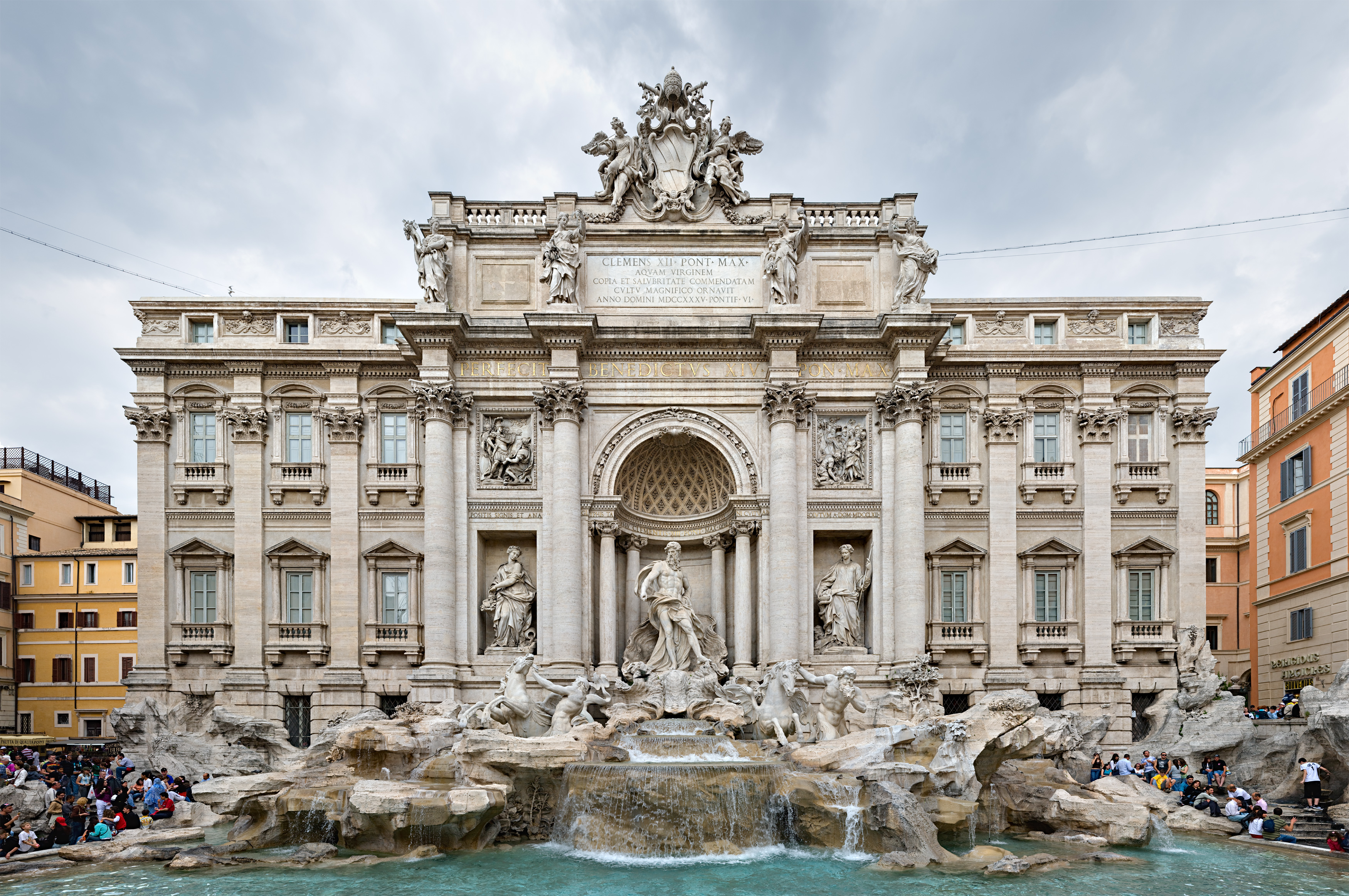
Trevi-Brunnen

Nicola Salvi (auch Niccolò Salvi; * 6. August 1697 in Rom; † 8. Februar 1751 ebenda) war ein italienischer Architekt. Sein Hauptwerk ist der Trevi-Brunnen in Rom.

## Leben
Salvi wurde 1717 in die Accademia dell’Arcadia aufgenommen. Dort lernte er Antonio Canevari kennen, der sein Lehrmeister wurde. Als dieser 1728 als Baumeister des Königs von Portugal nach Lissabon aufbrach, übernahm Salvi dessen Werkstatt und auch seine Aufträge in Rom.
1732 nahm Salvi an zwei Architektenwettbewerben teil, die Papst Clemens XII. auslobte. Während für die Fassade der Lateranbasilika der Architekt Alessandro Galilei den Zuschlag bekam, erhielt Nicola Salvi überraschend den Auftrag für den Neubau des Trevi-Brunnens. Er sollte einen repräsentativen Brunnen als Endpunkt der Acqua Vergine, einer antiken Wasserleitung, errichten. Eine Bauaufgabe, die bereits 1640 Gian Lorenzo Bernini übernommen hatte, aber nicht zu Ende führen konnte.
Der Trevi-Brunnen wurde zu Salvis Lebenswerk, an dem er bis zu seinem Tod beschäftigt war. Fertiggestellt wurde der Bau erst 1762 durch Giuseppe Panini, der sich dabei allerdings streng an die Pläne Salvis hielt. Lediglich die Skulptur des Oceanus wurde auf Wunsch von Papst Benedikt XIV. von Pietro Bracci gefälliger ausgeführt.
Seit 1744 litt Nicola Salvi an einer sich ständig verschlimmernden Krankheit, die ihn zunehmend bei seiner Arbeit hinderte. Zuletzt wurde er in einer Sänfte, die er nicht mehr verlassen konnte, zur Baustelle getragen.
Nicola Salvi war mit Luigi Vanvitelli befreundet, der ihn auch bei der Ausführung des Trevi-Brunnens unterstützte.

## Werk
- Trevi-Brunnen 1732–1751 (fertiggestellt 1762)
- Santa Maria in Gradi, eine Kirche in Viterbo, 1738, heute von der Universität Tuscia genutzt.[2]
- Hochaltar in der Kirche Sant’Eustachio in Rom, 1739
- Kapelle Ruffo in der Kirche San Lorenzo in Damaso, 1740
- Kapelle San Giovanni Battista in der Kirche Sant’Antonio dei Portoghesi in Rom, 1742, in Zusammenarbeit mit Vanvitelli
- Fassade des Palazzo Chigi-Odescalchi in Rom, 1745, in Zusammenarbeit mit Vanvitelli

Dank seiner beachteten Arbeit am Trevi-Brunnen hätte Salvi weitere wichtige Aufträge erhalten können, die er wegen seiner fortschreitenden Krankheit jedoch ablehnen musste. So verzichtete er zugunsten Luigi Vanvitellis auf das prestigeträchtige Angebot König Karls von Neapel den Palast von Caserta zu bauen.